# Капаччо-Пестум
Капаччо-Пестум (итал. Capaccio-Paestum) — коммуна в Италии, располагается в регионе Кампания, в провинции Салерно.
Население составляет 21 498 человек (2008 г.), плотность населения составляет 192 чел./км². Занимает площадь 112 км². Почтовый индекс — 84047, 84040, 84050, 84063, 84060. Телефонный код — 0828.
Покровителем коммуны почитается святой Вит, празднование 15 июня.

## Демография
Динамика населения:

## История
Название города первоначально звучало как Calpatium, от «caput aquis» (лат.). 
Впервые современное Капаччо-Пестум упоминается в документе 1051 года. Неподалёку от коммуны находятся руины Капаччо Веккио, бывшего центра Чиленто, географического региона Кампаньи. Местной достопримечательностью является святилище Мадонны дель Гранато, построенное в IX веке. Вплоть до XII века храм был резиденцией епископа. В 1246 году Капаччо Веккио разрушили из-за заговора против Фридриха II Швабского, чья армия населяла город (заговор баронов). 
Капаччо расширяется в 1700 годах: здесь строят множество зданий, фонтан, в 1743 году тут появляется францисканский монастырь. С 1811 по 1860 год Капаччо-Пестум становится столицей округа в регионе Кампанья, королевства обеих Сицилий. Сегодня, после аграрной реформы 60-х годов, здесь продолжается прирост населения, активно развивается сельское хозяйство, торговля.

## Администрация коммуны
- Официальный сайт: http://www.comune.capaccio.sa.it